# Stannis Baratheon

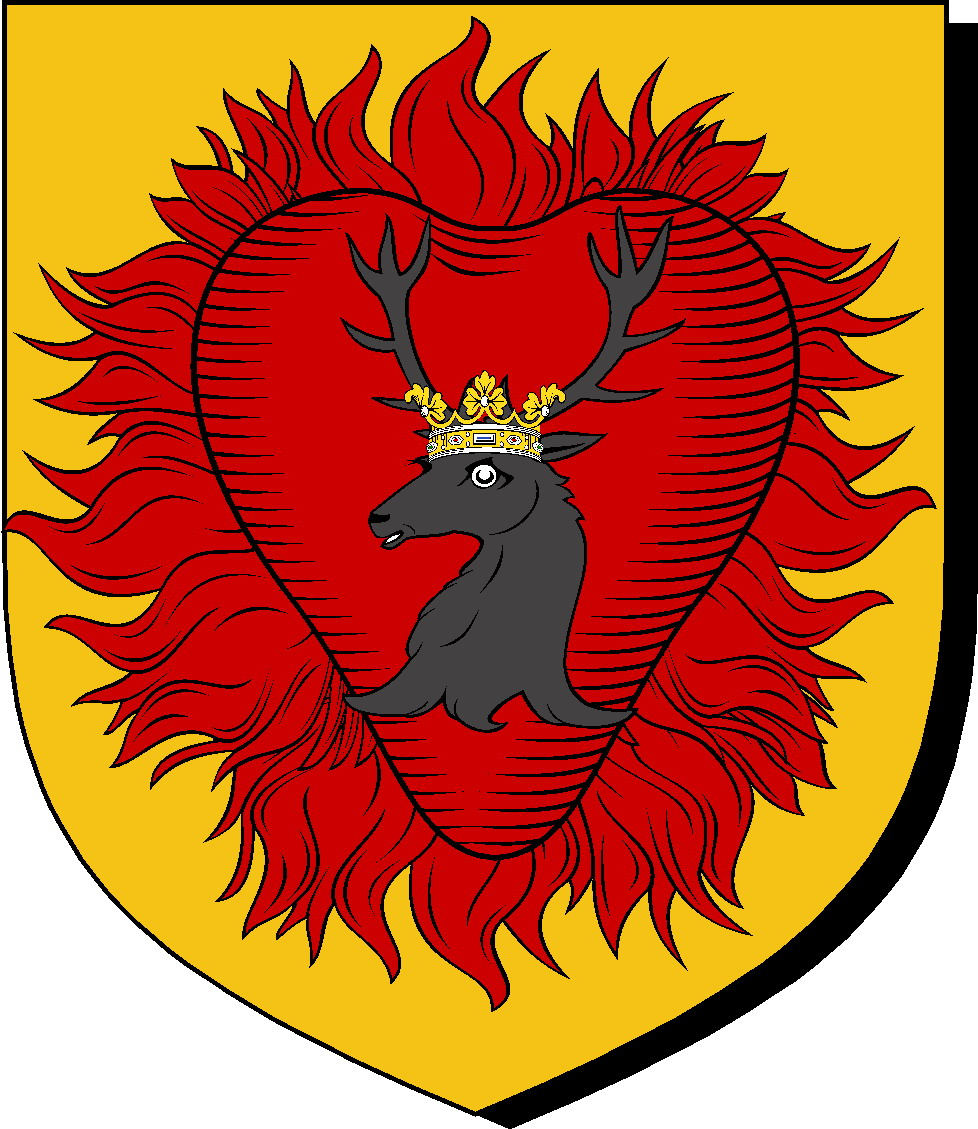
Erb Stannise Baratheona

Stannis Baratheon je fiktivní postava z knižní série Píseň ledu a ohně. Je to druhý syn Steffona Baratheona a mladší bratr Roberta Baratheona. Po smrti svého bratra, který nezanechal právoplatného dědice, získal nárok na Železný Trůn, který mu však byl odepřen všemi stranami.

## Vzhled a chování
Stannis je vysoký, tvrdě stavěný muž s lemem černých vlasů, stroze střiženým vousem, hlubokýma modrýma očima a masivní hranatou čelistí. S lidmi jedná stroze a upřímně, nelibost dává najevo skřípáním zubů. Je charakteristický svým neúprosným smyslem pro spravedlnost a absolutním nedostatkem empatie a smyslu pro humor.

## Historie

### Před knihami
Stannis vyrůstal v Bouřlivém Konci, sídle rodu Baratheonů. Už ve svém dětství byl přísný a asketický, beze smyslu pro humor. Při vzpouře svého bratra proti vládnoucímu rodu Targaryenů, známé jako Robertova Rebelie, dokázal udržet Bouřný Konec proti mnohonásobné přesile. Na konci obléhání už byli obránci nuceni jíst krysy a kůži z bot, zrádci nebyli popravováni, ale drženi v kobkách, pro případ, že by bylo třeba jíst lidské maso. Tehdy získal svého nejvěrnějšího služebníka, Davose Mořského, slavného pašeráka. Ten do hradu propašoval zásobu cibulí, která posádku udržela naživu do konce obléhání. Stannis jej za to pasoval na rytíře a věnoval mu hrad a pozemky, za jeho minulost pašeráka mu však usekl poslední články prstů na levé ruce. Robert jej pak poslal dobýt Dračí Kámen, poslední državu Targaryenů a útočiště jeho posledních žijících členů. Ti uprchli dlouho před tím, než mohl Stannis zakročit, ale Robert mu všechny jeho zásluhy upřel. Jakmile se stal králem, Bouřný konec, který po právu připadal Stannisovi, dal Renlymu, svému nejmladšímu bratrovi, a Stannisovi nechal Dračí Kámen, o mnoho chudší a méně vlivný hrad. Stannis tuto křivdu nikdy Robertovi neodpustil. Při jeho svatbě se Selyse Florent Robert znesvětil jeho svatební lože a zplodil na něm bastarda, Edrika Bouři. Stannis nemá žádného syna, jenom dceru Shireen, která je od narození znetvořená.

### Hra o Trůny
Těsně před příchodem Neda Starka se odebírá na Dračí Kámen, uražen volbou nového pobočníka. Svá podezření ohledně původu dětí krále Roberta (které jsou plodem incestu mezi královnou Cersei a jejím bratrem, serem Jaime "Králokatem" Lannisterem) sdělil Jonu Arrynovi, který byl otráven. Ned Stark mu později jeho podezření (a tedy právoplatný nárok na trůn) potvrzuje.

### Střet Králů
Stannis shromáždil celou sílu Úzkého Moře na Dračím Kameni a plánuje útok. Také přijímá víru v ohnivého boha R'hllora, uzavírá spojenectví s rudou kněžkou Melisandrou a rozesílá po celém Západozemí dopisy, v nichž si nárokuje Železný Trůn a rozšiřuje fakt o původu Robertových dětí. Také obléhá Bouřný Konec, a snaží se přimět svého bratra Renlyho, aby mu přísahal poslušnost. Ten odmítá, a hodlá Stannise porazit v bitvě a zabít ho, těsně před bitvou jej však zabije stínový vrah, vyvolaný Melisandrou. Stannisova vina na tomto všem nebyla nikdy jednoznačně prokázána. Později Melisandra pomocí stejného kouzla dobude Bouřný Konec a Stannis může táhnout na Královo Přístaviště, hlavní město Západozemí. Málem se mu to povede, na poslední chvíli mu však vpadne do zad lord Tywin a jeho noví spojenci, Tyrellové.

### Bouře mečů
Stannis přišel o všechny své spojence a vazaly, zůstal mu pouze Dračí Kámen a z významných rodů pouze Florentové. Jmenuje Davose svým novým pobočníkem a spolu s Melisandrou předpoví smrt tří povstaleckých králů: Robba Starka, Joffreyho Baratheona a Balona Greyjoye. Když všichni tři skutečně zemřou, Melisandra na krále naléhá, aby upálil Edrika Bouři a tím probudil kamenného draka z Dračího Kamene. Davos však Edrika včas pošle pryč a pak přečte Stannisovi dopis od Noční Hlídky, která volá o pomoc. Stannis jako jediný volání vyslyší a rozdrtí Mance Nájezdníka, krále za Zdí. Od Noční Hlídky pak požaduje hrady pro své lordy, Jona Sněha chce legitimizovat a učinit jej Starkem ze Zimohradu.

### Hostina pro Vrány
Je zmíněno, že Stannis je na zdi a posílá vyslance k severským lordům. Lord Manderly však popravil Davose a lord Karstark je ve skutečnosti na straně Lannisterů. Stannis chce od severu zaútočit na Boltony.

### Tanec s Draky
Stannis se potýká s neochotou Noční Hlídky a severských lordů. Nakonec se mu podaří na svou stranu získat Morse Umbera, který požaduje hlavu Mance Nájezdníka a který se odmítá postavit proti svému bratru Hotherovi. Stannis hodlá zaútočit na sídlo Boltonů, Hrůzov, namísto toho ale vytáhne proti Pahorku v Hlubokém Lese, který dobude a zajme Ašu Greyjoy. Poté táhne na Zimohrad, kde se opevnil Roose Bolton, cestou jej však zastihne sněhová bouře a kniha jej opouští tři dny cesty od Zimohradu. Jon Sníh dostane dopis, ve kterém mu Ramsay Bolton, syn Roose Boltona, sděluje, že Stannise zabil a přivlastnil si jeho meč.

### Vichry zimy
V ukázkové kapitole je Stannis stále naživu, zajal Theona Greyjoye a hodlá jej upálit pro velezradu. Odhaluje zradu Karstarků a zněškodňuje je, posílá svého rytíře Justina Masseyho do Essosu, aby za peníze, vypůjčené od braavosské banky najal žoldnéře. Morsi Umberovi se podařilo lstí zabít jednoho z Boltonových velitelů, Aenyse Freye. Podle Theona nemá Stannis šanci na přežití, ten však má nějaký tajný plán.